# Тегусігальпа
Тегусіга́льпа, або Реа́ль-де-Мі́нас-де-Сан-Міге́ль-де-Тегусіга́льпа (ісп. Tegucigalpa МФА: [teɣusiˈɣalpa]) — столиця Республіки Гондурас, найбільше місто країни. Тегусігальпа третє за розміром місто Центральної Америки після Гватемали та Сан-Сальвадора. Місто з трьох боків оточено високими гірськими хребтами і розташоване на висоті близько 1000 метрів над рівнем моря, через місто протікає річка Чолутека.  Його населення 2006 року — близько 900 тис. осіб, агломерації — близько 1,3 млн. Тегусігальпа також це столиця департаменту Франсіско-Морасан.

## Історія
Назва Тегусігальпа походить зі слів Тегус-гальпа мови індіанців науатль, що в перекладі означає «срібні пагорби». Тегусігальпа була заснована 29 вересня 1578 р. на місці вже існуючого поселення індіанців. Первісна назва міста була Сан-Мігель-де-Тегусігальпа-де-Ередіа. Того часу це був центр срібних і золотих копалень. Першою столицею Гондурасу було портове місто Трухільйо. Пізніше столицю перенесли в місто Грасіас у західному департаменті Лемпіра. Пізніше столицю знову переносили декілька разів то в місто Тегусігальпу, то в місто Комаягуа. Тегусігальпа остаточно стала столицею 1880 року. Однією з причин остаточного перенесення столиці в Тегусігальпу було бажання тодішнього президента Марка Аурелія Сото бути ближче до свого гірничого бізнесу який розташовувався за 40 км від Тегусігальпи.
Місто залишалось малим і провінційним аж до 1960-х років. У 1930-х роках м. Комаягуела на іншому березі річки Чолутека було включене до складу м. Тегусігальпи. Зараз місто переживає бум, вийшло за межі колоніального міста і продовжує рости нечуваними темпами, але дещо хаотично. Столиця росте також завдяки економічним мігрантам, які приїздять з провінції в пошуках роботи та кращого майбутнього.
Національний Автономний Університет Гондурасу був заснований у Тегусігальпі 1847 року. У місцевому музеї розташована велика колекція експонатів доколумбового періоду. Поблизу міста розташований Міжнародний аеропорт Тонконтін.
30 жовтня 1998 року внаслідок урагану Мітч місто Тегусігальпа було сильно пошкоджене. Частина міста Комайгуела, а також деякі інші місця вдовж річки Чолутека були зруйновані. Дощі і зливи супроводжували ураган упродовж 5 днів, наситили ґрунт водою і призвели до повеней по всій країні, але найбільші були в столиці вздовж річки Чолутека.

## Адміністрація
Адміністрація міста складається з мера і п'яти радників з різних політичних партій. Мером столиці було обрано представника Національної Партії Гондурасу Рікардо Альвареса.

## Клімат
Для Тегусігальпи характерна помірна форма саванного клімату. З усіх великих міст Центральної Америки клімат Тегусігальпи один з найприємніших через велику висоту розташування міста. Сухий сезон триває з листопада по квітень, а сезон дощів — з травня по жовтень. У середньому в Тегусігальпі 107 дощових днів на рік, червень і вересень зазвичай найбільш дощові місяці.
| Клімат Тегусігальпи                            | Клімат Тегусігальпи | Клімат Тегусігальпи | Клімат Тегусігальпи | Клімат Тегусігальпи | Клімат Тегусігальпи | Клімат Тегусігальпи | Клімат Тегусігальпи | Клімат Тегусігальпи | Клімат Тегусігальпи | Клімат Тегусігальпи | Клімат Тегусігальпи | Клімат Тегусігальпи | Клімат Тегусігальпи |
| Показник                                       | Січ.                | Лют.                | Бер.                | Квіт.               | Трав.               | Черв.               | Лип.                | Серп.               | Вер.                | Жовт.               | Лист.               | Груд.               | Рік                 |
| Абсолютний максимум, °C                        | 25,7                | 27,4                | 29,5                | 30,2                | 30,2                | 28,6                | 27,8                | 28,5                | 28,5                | 27,3                | 26,0                | 25,4                | 27,3                |
| Середній максимум, °C                          | 25,7                | 27,4                | 29,5                | 30,2                | 30,2                | 28,6                | 27,8                | 28,5                | 28,5                | 27,3                | 26,0                | 25,4                | 21,7                |
| Середня температура, °C                        | 19,5                | 20,4                | 22,1                | 23,4                | 23,6                | 22,6                | 22,1                | 22,4                | 22,2                | 21,5                | 20,4                | 19,7                | 21,7                |
| Середній мінімум, °C                           | 14,3                | 14,5                | 15,5                | 17,1                | 18,2                | 18,2                | 18,0                | 18,0                | 17,9                | 17,6                | 19,3                | 15,0                | 16,7                |
| Абсолютний мінімум, °C                         | 4,5                 | 7,2                 | 4,7                 | 8,9                 | 11,1                | 12,4                | 12,6                | 12,2                | 11,0                | 10,0                | 7,7                 | 6,8                 | 4,5                 |
| Норма опадів, мм                               | 5.3                 | 4.7                 | 9.9                 | 49.9                | 143.5               | 158.7               | 82.3                | 88.5                | 177.2               | 108.9               | 39.3                | 9.9                 | 871.7               |
| ---------------------------------------------- | ------------------- | ------------------- | ------------------- | ------------------- | ------------------- | ------------------- | ------------------- | ------------------- | ------------------- | ------------------- | ------------------- | ------------------- | ------------------- |
| Джерело: Tegucigalpa Climate Normals 1961-1990 |                     |                     |                     |                     |                     |                     |                     |                     |                     |                     |                     |                     |                     |

## Галерея

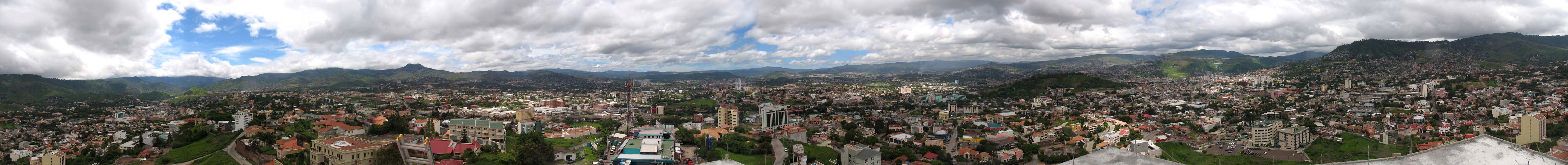
Панорама міста

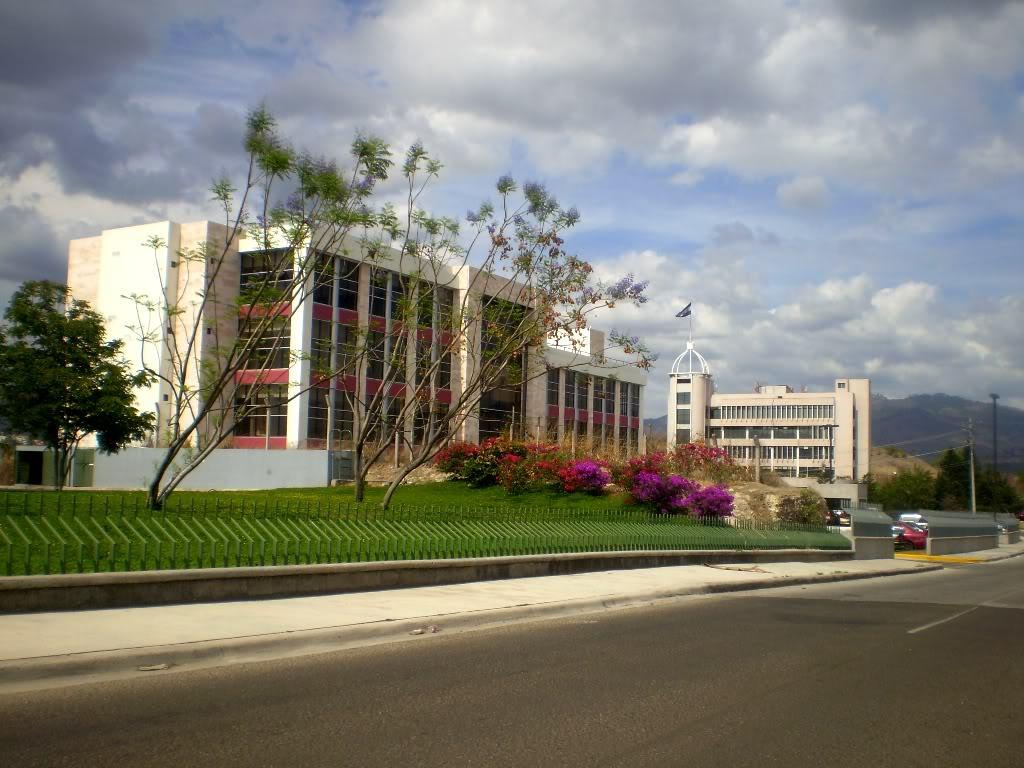
Верховний суд (ліворуч) і Міністерство закордонних справ (праворуч).
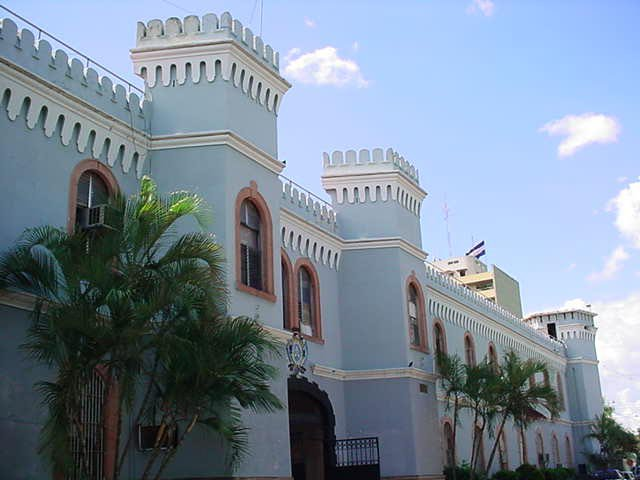
Будівля командування збройних сил Гондурасу
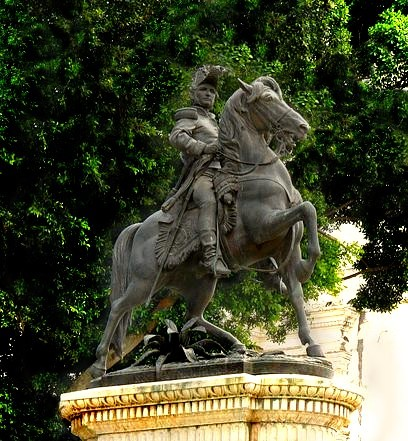
Статуя Франсиско Морасана
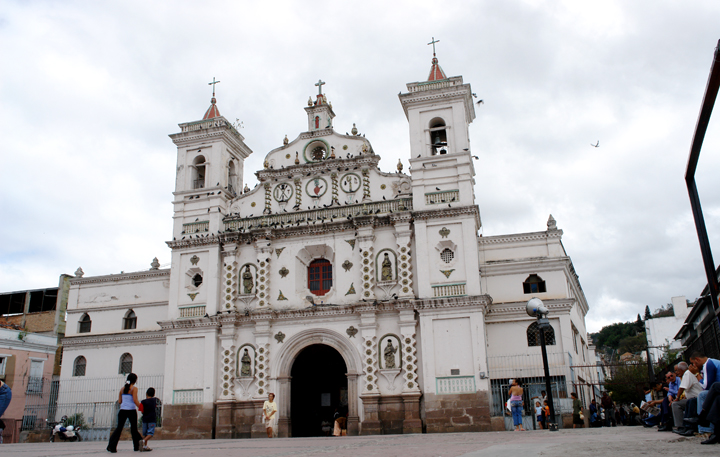
Церква Санта-Марія-де-лос-Долорес
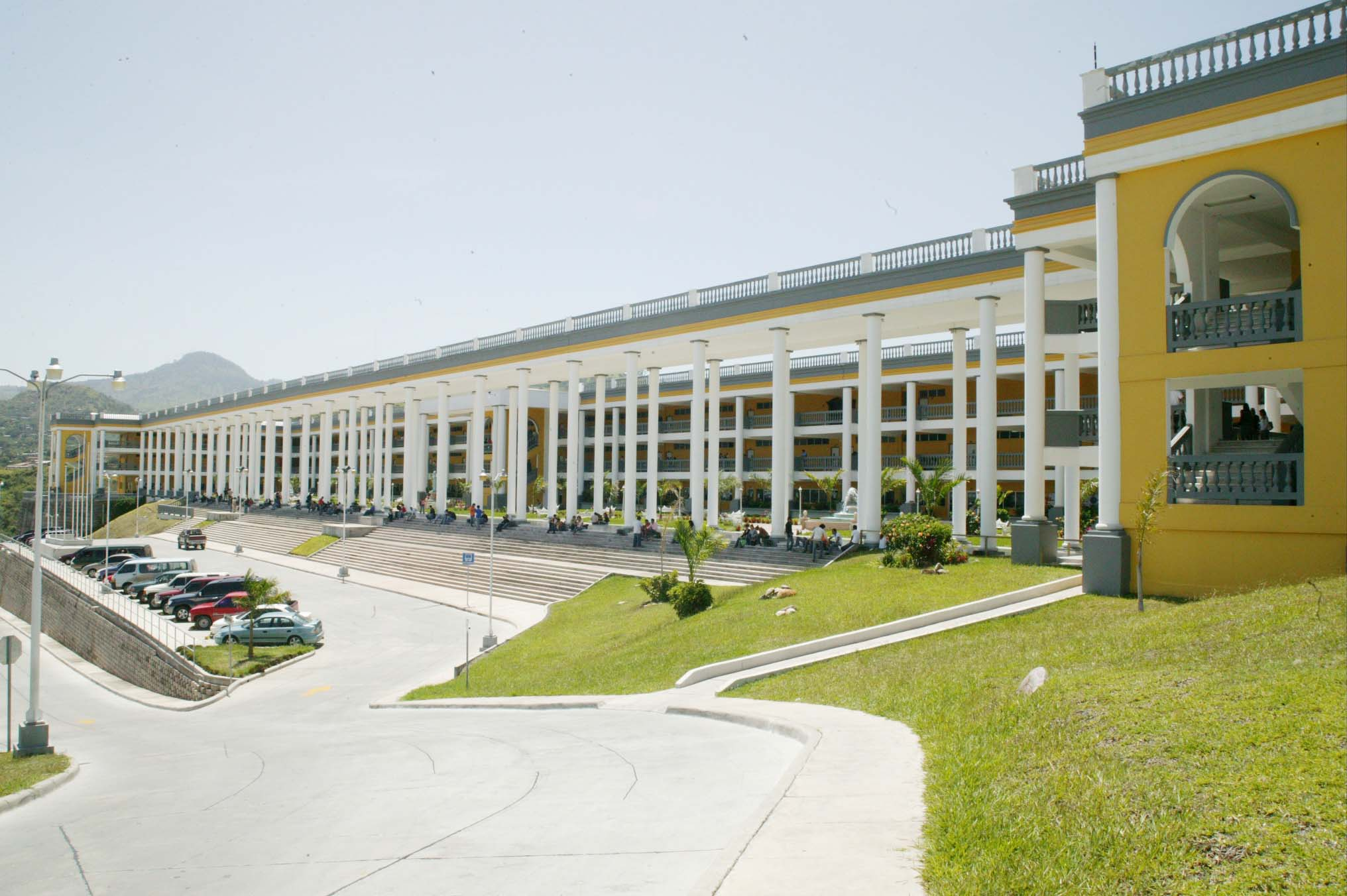
Технологічний університет Тегусігальпи
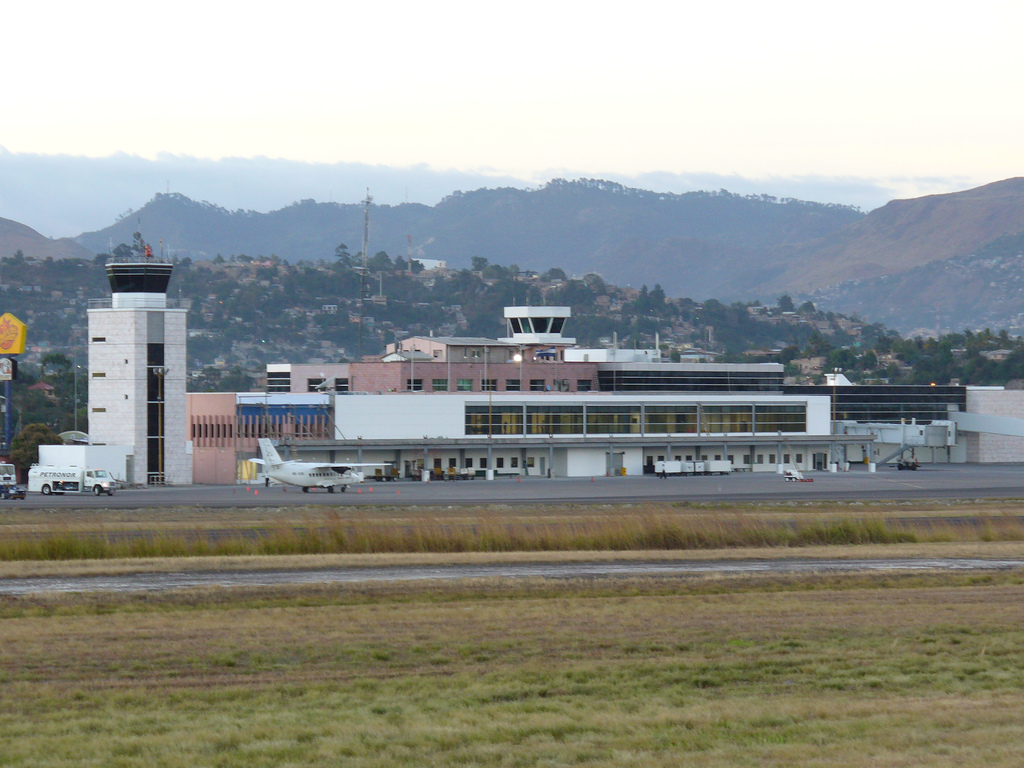
Міжнародний аеропорт Тонконтін
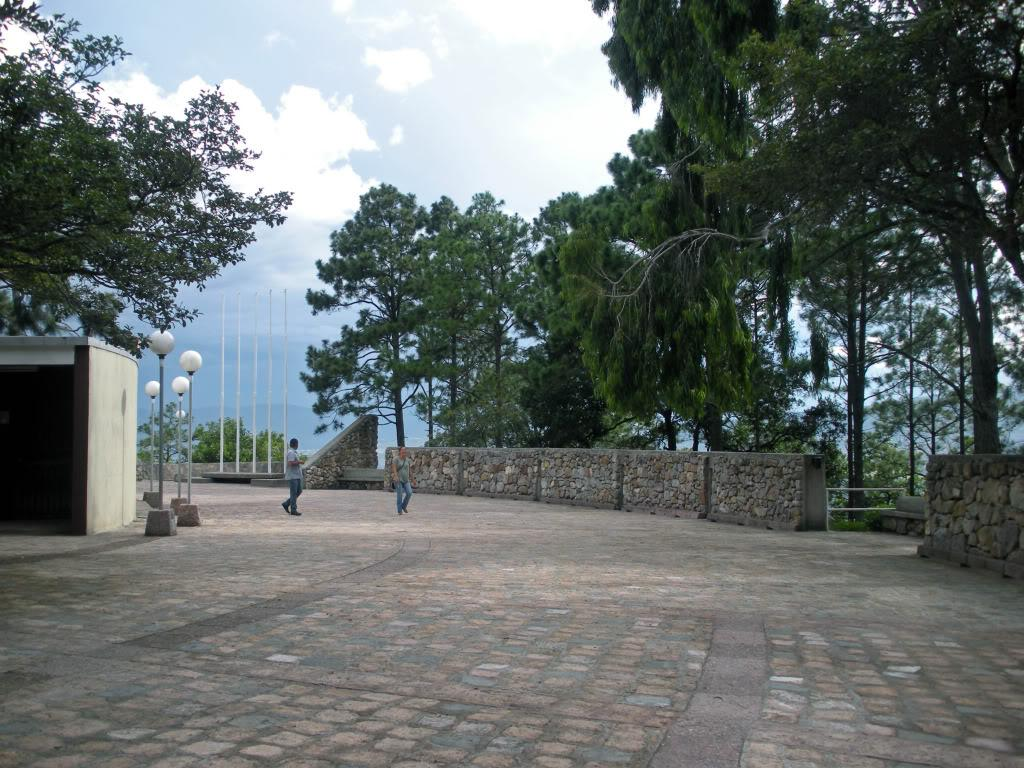
Парк Ель-Пікачо
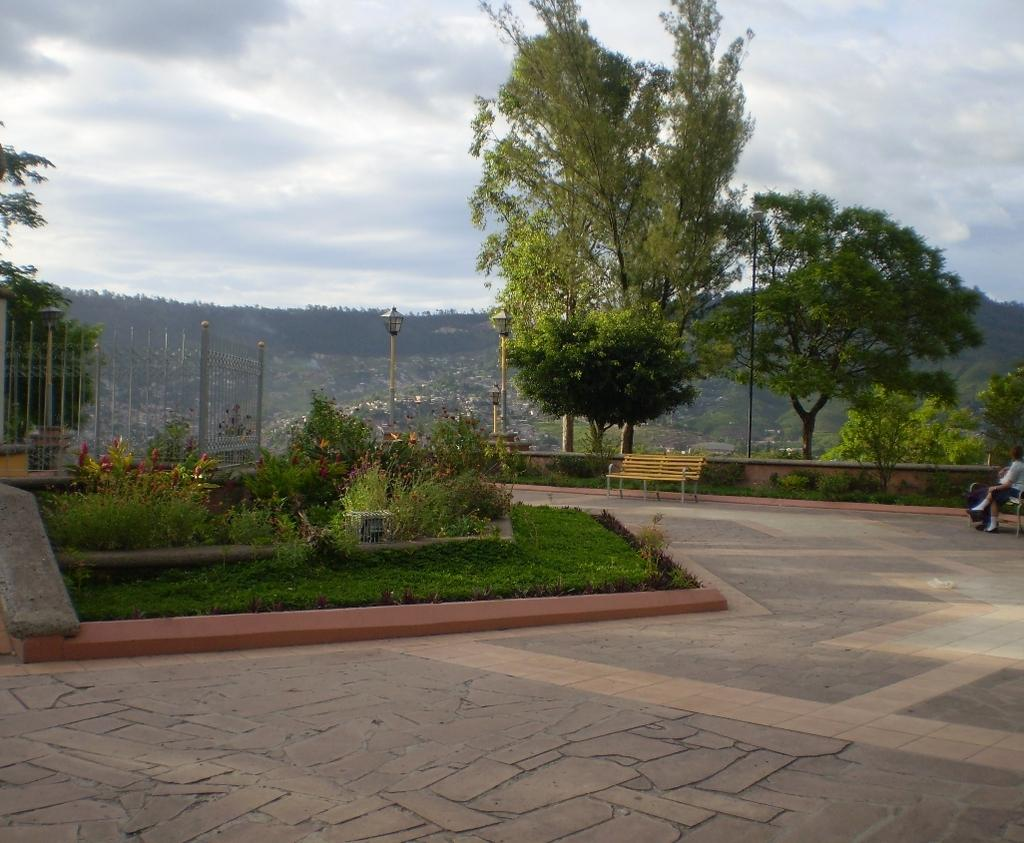
Парк Еспанья